# Veix
Veix – miejscowość i gmina we Francji, w regionie Nowa Akwitania, w departamencie Corrèze.
Według danych na rok 1990 gminę zamieszkiwało 80 osób, a gęstość zaludnienia wynosiła 4 osoby/km² (wśród 747 gmin Limousin Veix plasuje się na 521. miejscu pod względem liczby ludności, natomiast pod względem powierzchni na miejscu 339.).